# ناحیه ادن لیک، شهرستان استارنز، مینه سوتا
ناحیه ادن لیک (به انگلیسی: Eden Lake Township) یک منطقهٔ مسکونی در ایالات متحده آمریکا است که در شهرستان استیرنز، مینه‌سوتا واقع شده‌است.
 ناحیه ادن لیک ۹۹٫۹ کیلومتر مربع مساحت و ۱٬۵۴۲ نفر جمعیت دارد و ۳۶۹ متر بالاتر از سطح دریا واقع شده‌است.